# Тампонний друк

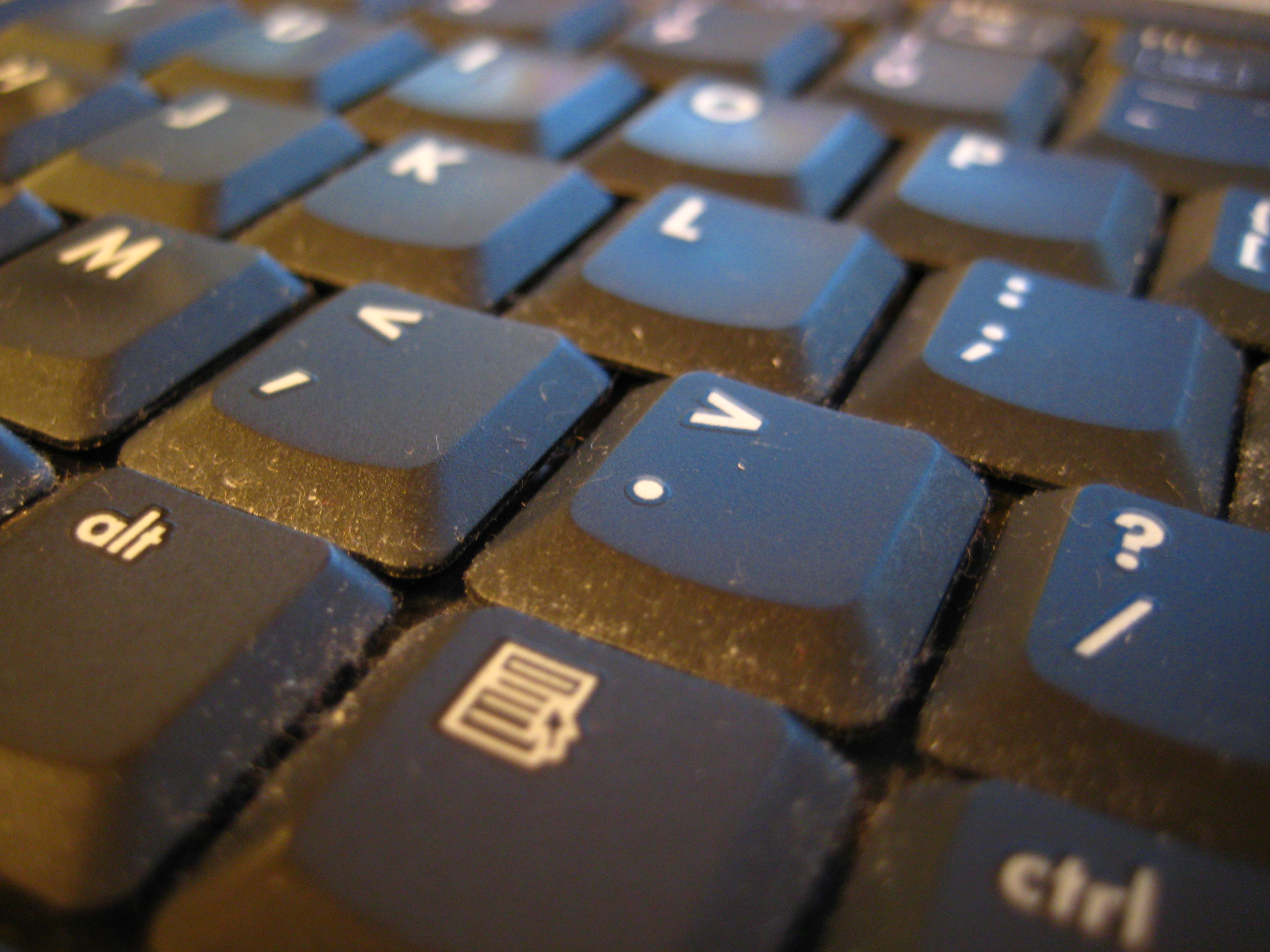
Приклад тампонного друку на вашій клавіатурі

Тампонний друк, тамподрук — це глибокий непрямий друк, різновид офсетного друку, при якому зображення (логотип) переноситься з друкарської форми (кліше) на виріб з допомогою силіконового тампона. Можливий друк в один, два, три кольори. Більш економний спосіб друку на кераміці, але забезпечує меншу, ніж деколь, механічну міцність при друці на кружках, попільничках, тарілках. Ідеально підходить для нанесення на складні поверхні. Це можуть бути ручки, запальнички, сувенірна продукція. Дозволяє наносити зображення практично на будь-який вид поверхні (в тому числі на гладкі, рельєфні поверхні та такі, що погано вбирають фарбу) — пластик, скло, дерево, метал. Ця технологія передбачає виготовлення кліше, її доцільно застосовувати при тиражах понад 50 примірників.
Для закритого, англ. Closure Print, різновиду тамподруку використовується тамподрукувальна машина (наприклад, «V-RTI» Tampoprint AG) призначена для одночасного нанесення до 3-х кольорів фарби на продукцію. Сувенір завантажується в бункер. Стрічковий транспортер подає його в орієнтатор, де він гравітаційним способом розвертається однією стороною для правильної подачі в тамподрукувальну машину. По двох підвідних жолобах предмет друку подається до робочого колеса. Далі всі операції виконуються по ходу обертання робочого колеса. На початку проходить активація верхньої поверхні сувеніра газовою горілкою. Далі він подається до станцій нанесення кольору, на яких з контейнера спеціальним валиком фарба рівномірно наноситься на кліше. Потім з кліше малюнок наноситься на спеціальні тампони, а вже з них — на верхню поверхню саме елемента роздруку. При перенесенні малюнка з тампона на сувенір він одночасно проходить попередню сушку повітрям, а з тампона залишки фарби знімаються спеціальним кліберолем. Таким чином може виконуватись до трьох операцій з нанесення різних кольорів. Після нанесення останнього сувенір проходить остаточну сушку газовою горілкою. Далі він попадає в зону зйому з робочого колеса і по транспортеру подається до пристрою роздачі в коробки. Цей пристрій почергово фасує в коробки в заданій кількості.